# 全米オープン (テニス)
全米オープン（ぜんべいオープン、英語: US Open Tennis Championships, US Open）は、アメリカ・ニューヨーク市郊外にあるフラッシング・メドウズのUSTAビリー・ジーン・キング・ナショナル・テニス・センターを会場として、毎年8月の最終月曜日から2週間の日程で行われるグランドスラム大会（4大大会）の一つである。主催および運営は全米テニス協会（USTA）。

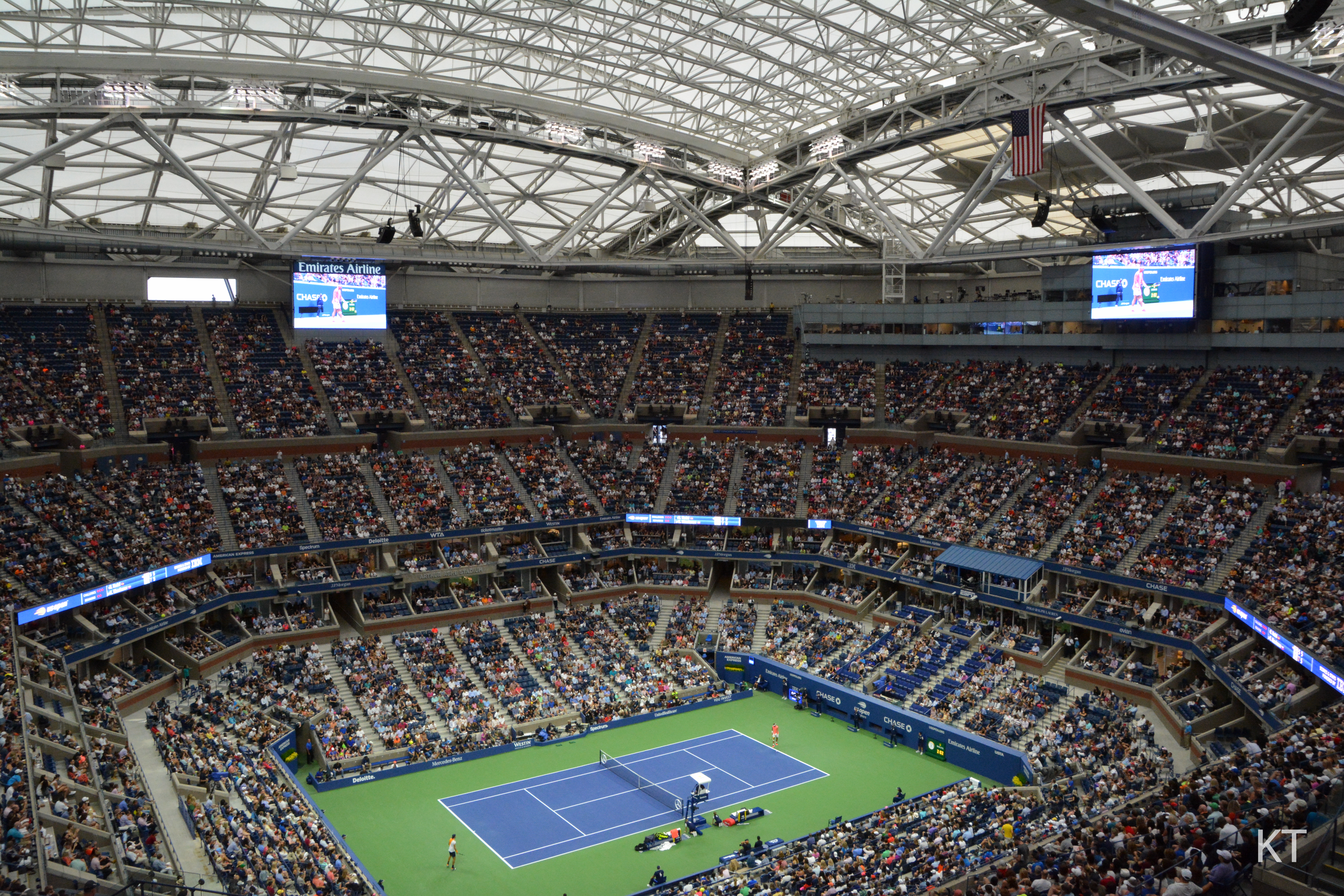
全米オープンのセンターコート (2018年)。「アーサー・アッシュ・スタジアム」の名前がある。

## 歴史
全米オープンの歴史は1881年に全米選手権の第1回がアマチュア大会として開催された事に始まる。出場資格はアメリカ・ナショナル・ローンテニス協会に加盟するテニスクラブ会員にのみ与えられ、男子シングルス部門と男子ダブルス部門が行われた。その後、全米女子選手権が1887年にフィラデルフィア・クリケット・クラブで開催され、1889年に女子ダブルス部門を、1892年には混合ダブルス部門を追加しながら開催地を転々とする。1942年、第二次世界大戦の影響を受けて5部門の会場をニューヨーク・クイーンズ区のフォレストヒルズ（Forest Hills）にあるウェストサイド・テニスクラブにまとめられ、終戦後の1947年以降は各部門の会場が全米に散らばった。
1968年、全米選手権にプロ選手への開放を示すオープン化措置が実施され、全米オープンが誕生した。この大会から会場が再びウェストサイド・テニスクラブにまとめられ、以降5部門共催が続く。1975年、イレギュラーバウンドが不評であった天然芝コートが、Har-Tru グリーンクレー（緑土、アメリカンクレー）コートに変更された。
やがて、年々増加する観客の収容にウェストサイド・テニスクラブが対応しきれなくなり、全米テニス協会は会場の移転を決断。当時、協会会長を務めていたウィリアム・ヘスター（William Hester）の命を受けて、1977年にニューヨーク・クイーンズ区のフラッシング・メドウにUSTAナショナルテニスセンターを建設。サーフェスもクレーコートからハードコートに変更した上で翌1978年に会場を移転した。
1997年、USTAナショナル・テニス・センターに、新しく2万人以上を収容できる世界最大のテニス・スタジアムが建設され、全米オープン初代優勝者の名を取ってアーサー・アッシュ・スタジアムと命名された。1996年までセンター・コートとして用いられたコートにはルイ・アームストロング・スタジアムと名付けられた。

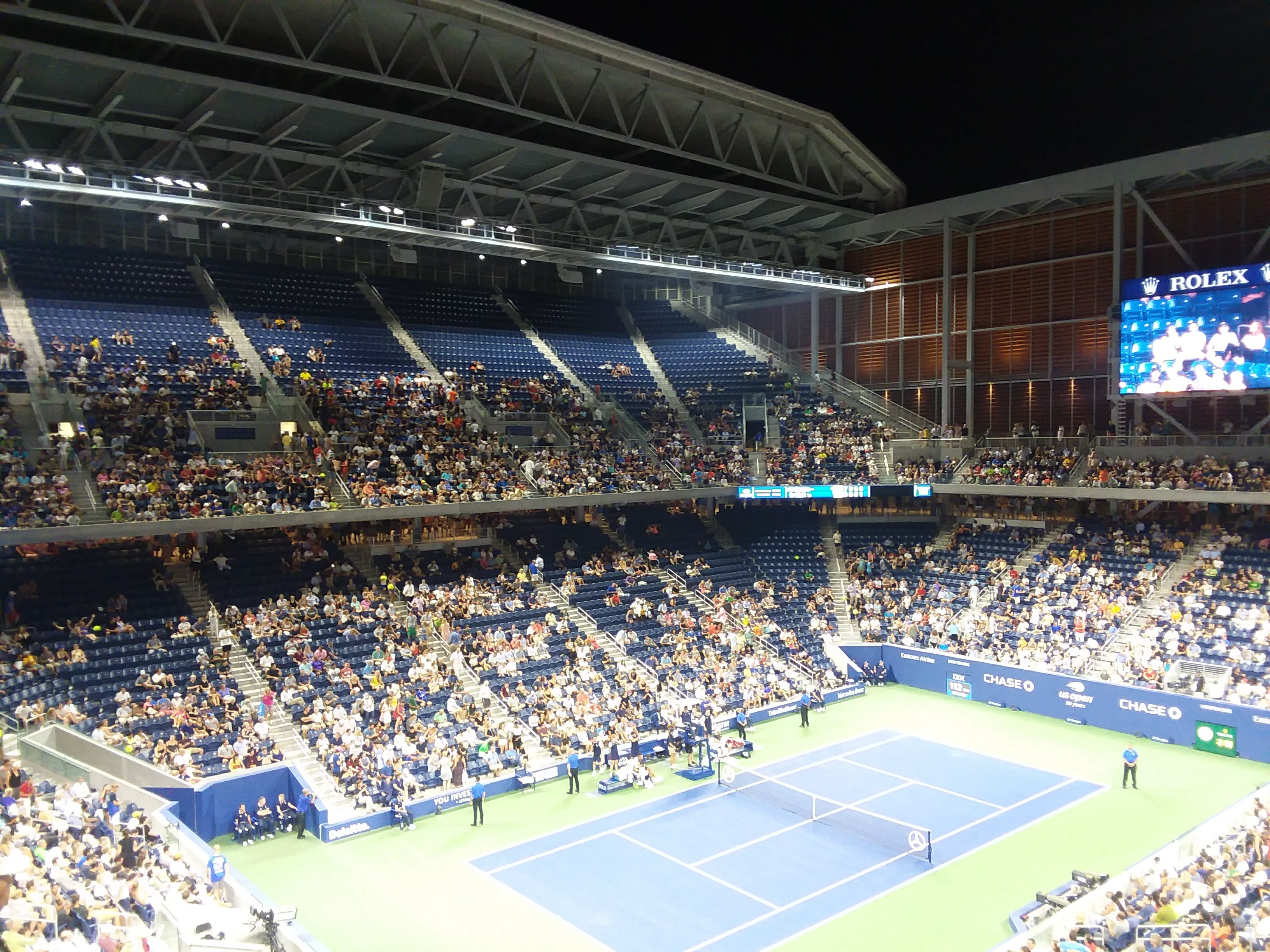
ルイ・アームストロング・スタジアム (2018年)

2016年はアーサー・アッシュ・スタジアムに開閉式屋根が設置され、新たに8,125人を収容するグランドスタンドが建設された。大会終了後、ルイ・アームストロング・スタジアムと古いグランドスタンドは解体された。2018年には14,000席を擁するルイ・アームストロング・スタジアムが完成した。
1978年以来サーフェスはデコターフ (en:DecoTurf) を採用していたが、2020年にレイコールド (en:Laykold) に変更。加えて同年はCOVID-19の影響により、無観客で行われた。
2025年は混合ダブルスを独立、またほかイベントも全豪全仏同様15日間開催に変更予定。

## 過去10年のシングルス優勝者
| 年   | 男子                     | 女子                     | 備考                                                                                       |
| ---- | ------------------------ | ------------------------ | ------------------------------------------------------------------------------------------ |
| 2015 | ノバク・ジョコビッチ     | フラビア・ペンネッタ     | ジョコビッチは4年ぶり2回目の優勝。 ペンネッタは4大大会初優勝。                             |
| 2016 | スタン・ワウリンカ       | アンゲリク・ケルバー     | ワウリンカは初優勝。 ケルバーは初優勝。                                                    |
| 2017 | ラファエル・ナダル       | スローン・スティーブンス | ナダルは4年ぶり3回目の優勝。 スティーブンスは4大大会初優勝。                               |
| 2018 | ノバク・ジョコビッチ     | 大坂なおみ               | ジョコビッチは3年ぶり3回目の優勝。 大坂が日本選手初となるシングルスでの4大大会優勝。       |
| 2019 | ラファエル・ナダル       | ビアンカ・アンドレースク | ナダルは2年ぶり4回目の優勝。 アンドレースクは4大大会初優勝。                               |
| 2020 | ドミニク・ティーム       | 大坂なおみ               | ティームは4大大会初優勝。 大坂は2年ぶり2回目の優勝                                         |
| 2021 | ダニール・メドベージェフ | エマ・ラドゥカヌ         | メドベージェフは4大大会初優勝。 ラドゥカヌは予選から出場しての優勝。                       |
| 2022 | カルロス・アルカラス     | イガ・シフィオンテク     | アルカラスは4大大会初優勝。 シフィオンテクは初優勝。                                       |
| 2023 | ノバク・ジョコビッチ     | コリ・ガウフ             | ジョコビッチが男女通じて歴代最多タイの24回目のグランドスラム優勝。 ガウフは4大大会初優勝。 |
| 2024 | ヤニック・シナー         | アリーナ・サバレンカ     | シナーは初優勝。 サバレンカは初優勝。                                                      |

## 記録

### 優勝回数ランキング
太字は現役。
| 選手                 | 回数 |
| -------------------- | ---- |
| ビル・チルデン       | 7    |
| リチャード・シアーズ | 7    |
| ウィリアム・ラーンド | 7    |
| ジミー・コナーズ     | 5    |
| ピート・サンプラス   | 5    |
| ロジャー・フェデラー | 5    |

## 優勝者一覧
- 全米オープン男子シングルス優勝者一覧
- 全米オープン女子シングルス優勝者一覧
- 全米オープン男子ダブルス優勝者一覧
- 全米オープン女子ダブルス優勝者一覧
- 全米オープン混合ダブルス優勝者一覧
- 全米オープン (車いすテニス)

## テレビ放送
2024年現在、アメリカではESPN/ABC（男子シングルス決勝のみ）が、日本ではWOWOWが放送している。地上波では、2014年大会に限り、錦織圭が男子シングルス決勝に進出したため、NHKが録画中継した
2015年以降、ESPNがアメリカでの独占放映権を獲得。1968年よりシングルス決勝などを放送していたCBSは、2014年大会を最後に撤退した。